# Club Olympique des Transports
El CO Transports (en árabe: النادي الأولمبي للنقل‎) es un equipo de fútbol de Túnez que juega en el Championnat de Ligue Professionelle 2, la segunda liga de fútbol más importante del país.

## Historia
Fue fundado en el año 1945 en la capital Túnez con el nombre En-Najah Sports y nunca han ganado el título del Championnat de Ligue Profesionelle 1, la liga de fútbol más importante de Túnez y siempre ha estado a la sombra del Club Africain (el equipo más popular del país) y el Espérance (el club más exitoso del país).
Cambiaron su nombre en 1958 por el que tienen actualmente y como todos los equipos distritales se mudaron al distrito de Mellassine, aunque su sede se encuentra en Manouba y han jugado en 28 temporadas en la máxima categoría con más de 700 partidos disputados.
Su época más exitosa ha sido en los años 1980s, en donde ganó su único título doméstico importante, la Copa de Túnez en 1988, en la que vencieronen la final al Club Africain 5-4 en penales tras quedar 1-1 en el tiempo regular.
A nivel internacional han participado en 1 torneo continental, la Recopa Africana 1989, en la que fueron eliminados en la primera ronda por el Stade Malien de Malí.

## Palmarés
- Copa de Túnez: 1

1987/88

## Participación en competiciones de la CAF
| Temporada | Torneo          | Ronda | Club         | Casa | Visita | Global |
| --------- | --------------- | ----- | ------------ | ---- | ------ | ------ |
| 1989      | Recopa Africana | 1     | Stade Malien | 0-0  | 0-3    | 0-3    |

## Jugadores destacados
| - Mohieddine Habita - Abdelkader Belhassen - Ali Guizani - Mohamed Ali Ben Mansour - Faouzi Henchiri - Mohsen Yahmadi - Mondher Msakni - Abdesselem Chaatani - Ali Kaabi - Maher Guizani - Borhan Ghanam - Mohamed Hadi Jdidi - Riadh Ayari - Issam Majri - Mohamed Zouabi - Khaled Maghzaoui - Mahrez Hosni | - Boubaker Zitouni - Mohamed Tlili - Jihad Daoud - Tarak Abdelli - Diane Bateriki - Gómez - Adnan Ayari - Arbi Yacoubi - Mohamed Melliti - Ahmed Kilani - Ridha Hammami - Hicham Yahiaoui - Imed Jouini - Sami el Elmi - Issam Jandoubi - Mahrez Askri - Walid Ben Amor - Mohamed Ali Ben Yacoub - Anis Azek | - Ayman Marrouki - Belhassen Belhadj - Faycal Ben Ahmed - Antar Litaimi - Hamza Oueslati - Jilani Boussif - Khaled Ben Fattoum - Mohamed Hamrouni - Mohamed Talbi - Mondher Romdhane - Mourad Chouchane - Mourad Soudani - Nizar Jmaia - Ramzi Aloui |

## Récords
| - Mohieddine Habita : 75 - Abdelkader Belhassen : 44 - Faouzi Henchiri : 33 - Mohsen Yahmadi : 30 - Mondher Msakni : 27 - Abdesselem Chaatani : 26 | - Mondher Msakni : 213 - Ali Kaabi : 208 - Mohieddine Habita : 181 - Ali Guizani : 172 - Mohamed Ali Ben Mansour : 162 |

## Presidentes

### En-Najah Sports
- Mustapha Achour
- Mongi Allal
- Raouf Ben Ali (1956–1957)
- Mustapha Khaled (1957–1958)

### Club Olympique des Transports
| - Mustapha Khaled (1958–1973) - Sadok Ben Jomaa (1973–1976) - Abderrahman Ben Messaoud (1976–1977) - Khelifa Karoui (1977–1980) - Abbes Ben Hmidan (1980–1982) - Mustapha Lakhoua (1982–1986) - Aboulhassan Fekih (1986–1988) | - Mustapha Lakhoua (1988–1989) - Ferid Mehrezi (1989–1990) - Bouzaiane Yahiaoui (1990–1991) - Taoufik Anane (1991–1992) - Bouzaiane Yahiaoui (1992–1993) - Aboulhassan Fekih (1993–2002) - Mohamed Bari alias Kassidy (2002) | - Aboulhassan Fekih (2002–2004) - Naceur Chouayakh (2004–2005) - Lotfi Cherif (2005–2006) - Hedi Ben Ali (2006–2008) - Mohamed Trabelsi (2008–presente) |